# Avdan (Tavas)
Avdan ist ein Dorf im Landkreis Tavas der türkischen Provinz Denizli. Avdan liegt etwa 81 km südwestlich der Provinzhauptstadt Denizli und 37 km westlich von Tavas. Avdan hatte laut der letzten Volkszählung 977 Einwohner (Stand Ende Dezember 2010).